# Stictoptera ochreigrisea
Stictoptera ochreigrisea är en fjärilsart som beskrevs av W. Warren 1914. Stictoptera ochreigrisea ingår i släktet Stictoptera och familjen nattflyn. Inga underarter finns listade i Catalogue of Life.